# Występa
Występa – wieś w Polsce położona w województwie świętokrzyskim, w powiecie skarżyskim, w gminie Łączna.
| SIMC    | Nazwa                    | Rodzaj    |
| ------- | ------------------------ | --------- |
| 0274460 | Nowa Rządowa Występa     | część wsi |
| 0274476 | Stara Poduchowna Występa | część wsi |

W latach 1975–1998 miejscowość administracyjnie należała do województwa kieleckiego.